# شركة فالكون
فالكون هي شركة تعمل في مصر منذ الألفينات، وهي شركة أمنية تعمل في تأمين المنشآت ونقل الأموال.
تعتبر شركة فالكون من أهم شركات الحراسة في مصر والشرق الاوسط وتبرز أهمية شركة فالكون لكونها إحدى أكبر شركات الأمن والحراسة في مصر وأكثرها حضورًا، حيث لا تقل حصتها السوقية عن 62% وفقًا لتصريحات سابقة لشريف خالد، العضو المنتدب للشركة، في 2017
تتعرض الشركة لانتقادات مستمرة كون رئيس الشركة الحالي هو صبري نخنوخ وهو بلطجي معروف في مصر
في 3 أغسطس 2014، أذاعت شركة فالكون فيلمًا تسجيليًا عن تدشين "قطاع الدعم والتدخل السريع"، حيث أظهرت تصديها لكافة أشكال الانفلات الأمني وأعمال الشعب، مع التأكيد على تكامل دورها مع دور قوات الشرطة.
حصلت شركة فالكون على رخصة استخدام الخرطوش بحسب تصريحات سابقة لشريف خالد العضو المنتدب ورئيس مجلس إدارة الشركة السابق، مشيرًا إلى أن كل شركات الأمن الخاص العاملة في السوق المحلية لديها رخصة استخدم الخرطوش